# Barczewo
Barczewo (tyska: Wartenburg in Ostpreußen) är en stad i Ermland-Masuriens vojvodskap i nordöstra Polen. Barczewo hade 7 304 invånare år 2013.